# Cmentarz Komunalny w Bydgoszczy (ul. Ludwikowo)

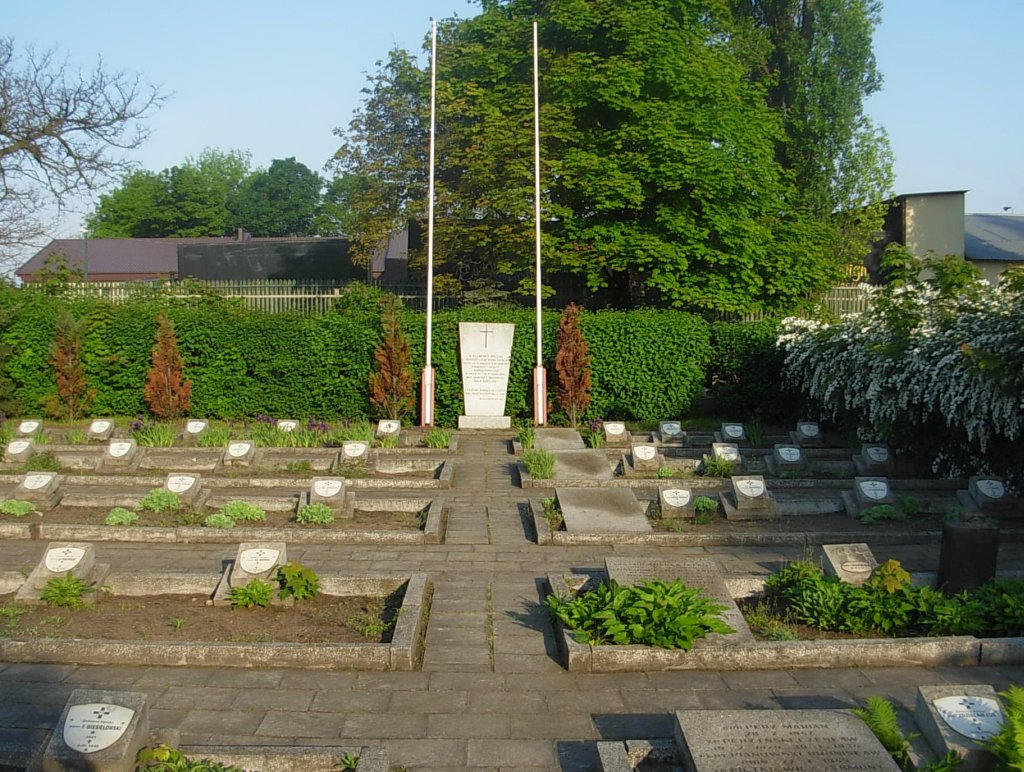
Kwatera wojenna

Cmentarz komunalny przy ul. Ludwikowo w Bydgoszczy – cmentarz w Bydgoszczy położony przy ulicy Ludwikowo. Jest to nekropolia odrębna w stosunku do zlokalizowanego również przy ul. Ludwikowo Cmentarza katolickiego Najświętszego Serca Jezusa.

## Lokalizacja
Cmentarz znajduje się w obrębie jednostki urbanistycznej Rynkowo, w północnej części Bydgoszczy, przy ulicach: Ludwikowo i Rynkowskiej. Od wschodu (za ul. Rynkowską) przylega do niego cmentarz parafialny Najświętszego Serca Pana Jezusa.

## Historia
Nekropolia została założona w 1927 r. Od 1934 r. był to cmentarz wojskowy. Spoczywają tu m.in. powstańcy wielkopolscy. W 1945 r. cmentarz przemianowano na komunalny i założono na nim kwatery żołnierzy polskich poległych w okresie II wojny światowej.

## Charakterystyka
Cmentarz posiada wymiary: 80 × 130 m i powierzchnię 1,1 ha.

### Kwatera Żołnierzy Wojska Polskiego z 1945 roku
Znajduje się w południowo-zachodniej części cmentarza – wzdłuż ul. Ludwikowo. Granice kwatery wyznaczone są przez żywopłot. Spoczywa tu 171 żołnierzy I Armii Wojska Polskiego, poległych w walkach o wyzwolenie Bydgoszczy i okolicy z okupacji niemieckiej w dniach 24-30 stycznia 1945 r. oraz zmarłych z odniesionych ran w szpitalach.
Jest tu również mogiła 97 żołnierzy polskich, częściowo nieznanych, zmarłych w 1945 r., ekshumowanych z lasu Smukała.
Na mogiłach leżą indywidualne nagrobne płytki lastrikowe, na których umieszczone są metalowe krzyże oraz tabliczki inskrypcyjne z danymi osobowymi poległego żołnierza.
W 1995 r. umieszczono okolicznościową tablicę pamiątkową.

### Osoby zasłużone spoczywające na cmentarzu
- Mirosław Gołuński (1973–2022) – literaturoznawca, profesor Uniwersytetu Kazimierza Wielkiego w Bydgoszczy
- Zdzisław Pelc (1933–2011) – przedsiębiorca, działacz społeczny
- Henryk Skrzypiński (1925–2016) – żołnierz Polskich Sił Zbrojnych na Zachodzie, uczestnik kampanii włoskiej